# Draba subamplexicaulis
Draba subamplexicaulis là một loài thực vật có hoa trong họ Cải. Loài này được C.A.Mey. mô tả khoa học đầu tiên năm 1831.